# Alloperla idei
Alloperla idei är en bäcksländeart som först beskrevs av William Edwin Ricker 1935.  Alloperla idei ingår i släktet Alloperla och familjen blekbäcksländor. Inga underarter finns listade i Catalogue of Life.